# 加西峰
69°32′S 66°48′W / 69.533°S 66.800°W
加西峰（英語：Garcie Peaks），是南極洲的山峰，位於帕爾默地，海拔高度960米，處於利奧山東南面9公里的弗萊明冰川南岸。在1958年由英國研究隊測量，現時由南極條約體系管理。